# Комунистическа партия (Сърбия)
Комунистическата партия на Сърбия (на сръбски: Комунистчка партија Србије, КП) е комунистичека политическа партия в Сърбия, основана на 28 ноември 2010 година. Неин председател е Йосип Йошка Броз.
През януари 2022 г. Комунистическата партия на Сърбия променя името си на „Сръбска левица“, като Радослав Милойчич е избран за  неин президент.

## Резултати
На парламентарните избори през 2012 година партията получава 28 977 гласа, или 0,74 % и 0 депутат. На парламентарните избори през 2014 година партията извършва с Черногорския партия и получава 6388 гласа, или 0,18% и 0 депутат. На парламентарните избори през 2016 година партията извръшва със Социалистическата партия на Сърбия и Единна Сърбия и получава 413 770 гласа или 10,95% и един депутат (председател на партията Йосип Йошка Броз).